# Stenodactylus slevini
Stenodactylus slevini е вид влечуго от семейство Геконови (Gekkonidae).

## Разпространение
Видът е разпространен в Бахрейн, Йемен, Йордания, Ирак, Кувейт, Обединени арабски емирства и Саудитска Арабия.